# Naciek koralowy
Naciek koralowy – naciek jaskiniowy zaliczany do grupy nacieków twardych grawitacyjnych. Powstaje, gdy rozpuszczony w wodzie węglan wapnia wytrąca się na korzeniach roślin, które czasami przebijają się do jaskini zwieszając się z jej stropu lub ścian. Powstający na nich naciek koralowy ma postać mniej lub bardziej kulistą i często zabarwiony jest na różne odcienie barwy rudawo-brązowej. Zabarwienie to pochodzi od soli żelaza.
Nacieki koralowe są rzadką formą nacieków. W Polsce występowały np. w Jaskini Koralowej na wzniesieniu Pustelnica w Sokolich Górach na Wyżynie Częstochowskiej. Uległy jednak zniszczeniu.
Naciek koralowy jest jedną z form występujących w jaskiniach koraloidów.